# Mefobarbital
El mefobarbital es un miembro de la clase de los barbitúricos cuya estructura química es la del ácido barbitúrico sustituido en el nitrógeno 1 por un grupo metilo y en el carbón 5 por grupos etilo y fenilo.

## Usos
El mefobarbital tiene efectos tanto sedantes como anticonvulsivos. Las propiedades anticonvulsivantes hacen que el fármaco sea un tratamiento estándar para la epilepsia. Cuando se usa para esa condición, la interrupción del medicamento debe manejarse con cuidado para que el paciente no comience a tener una serie de convulsiones tras otra (una afección potencialmente mortal llamada Status epilepticus). 
Las cualidades sedantes hacen que el mefobarbital sea un tranquilizante efectivo. Los hombres metabolizan el medicamento más rápido que las mujeres, lo que significa que una dosis durará más en las mujeres. Después de la ingestión, la droga se metaboliza en fenobarbital, que parece ser un sedante más potente. Los médicos a veces administran esas dos drogas juntas.

## Inconvenientes
En un experimento en que se comparó el mefobarbital con el fenobarbital en niños epilépticos, los padres informaron menos efectos conductuales no deseados con el mefobarbital, y algunos pediatras están de acuerdo con esa observación. El problema de comportamiento más típico en tales niños es la hiperactividad. Sin embargo, una prueba formal que comparaó ambas drogas no encontró diferencias en la conducta no deseada o el poder terapéutico.
El mefobarbital se debe evitar si una persona sufre de porfiria, una enfermedad que refleja un trastorno de la química corporal en la que una persona puede verse afectada por la exposición a la luz. El medicamento también se debe evitar si una persona tiene una enfermedad de debilitamiento muscular llamada miastenia gravis, o una deficiencia de la glándula tiroides que causa una afección llamada mixedema.

## Interacciones con otras drogas
Tomar mefobarbital con paracetamol puede promover daño hepático. El mefobarbital puede interferir con la efectividad de las píldoras anticonceptivas y con la efectividad de los medicamentos utilizados para controlar la epilepsia y la coagulación de la sangre. Es posible que los medicamentos que se usan para tratar el asma, la presión arterial y las afecciones cardíacas también sufran de perturbaciones en su mecánica de acción si la persona también toma el mefobarbital.

## Uso en embarazo y lactancia
El médico debe recomendar vitamina K adicional para las mujeres embarazadas que usan mefobarbital al acercarse la fecha del parto, a fin de reducir el sangrado en ellas y sus recién nacidos. El mefobarbital puede ayudar a reducir la irregularidad en la frecuencia del pulso fetal, pero se ha encontrado que causa defectos de nacimiento, con riesgo de que las malformaciones aumenten si también se usan otras drogas antiepilépticas. El medicamento se encuentra en la leche materna de madres lactantes que usan el fármaco.
El fármaco ya no se comercializa en Estados Unidos.